# Anora
Anora és una pel·lícula de comèdia dramàtica estatunidenca del 2024 escrita i dirigida per Sean Baker i protagonitzada per Mikey Madison. Anora es va estrenar el 21 de maig de 2024 al 77è Festival de Canes, on va guanyar la Palma d'Or.
Nominada en sis categories en la 97a edició dels Premis Oscar, el film va guanyar el premi a la millor pel·lícula, millor director, millor actriu protagonista, per a Mikey Madison, així com a guió original i muntatge.

## Argument
Anora és una jove treballadora sexual del nord de Brooklyn que coneix i es casa impulsivament amb el fill d'un oligarca rus. El seu conte de fades es veu amenaçat quan els pares del noi se n'assabenten, i viatgen cap a Nova York per intentar anul·lar l'enllaç.

## Repartiment
- Mikey Madison: Anora
- Mark Eidelstein: Ivan
- Aleksei Serebryakov: Nikolai, pare de l'Ivan
- Darya Ekamasova: Galina, mare de l'Ivan
- Paul Weissman: Nick
- Lindsey Normington: Diamond
- Emily Weider: Nikki
- Luna Sofía Miranda: Lulu
- Vincent Radwinsky: Jimmy
- Sophia Carnabuci: Jenny
- Brittney Rodriguez: Dawn
- Anton Bitter: Tom
- Ella Rubin: Vera
- Maria Tichinskaya: Dasha
- Ivy Wolk: Crystal
- Karren Karagulian: Toros
- Vache Tovmasyan: Garnick
- Yura Borisov: Igor
- Sebastian Conelli: Tow

## Recepció

### Crítica
A l'agregador en línia de ressenyes de pel·lícules Rotten Tomatoes, Anora obté una valoració positiva del 96% dels crítics sobre un total de 281 revisions, amb una valoració mitjana de 8,7/10. El públic la valora amb un 4,4 sobre 5.
Segons Metacritic, la pel·lícula obté igualment una òptima acollida amb una qualificació de 91/100 a partir de les opinions de 61 crítics, amb 59 valoracions positives i 2 combinades. Els usuaris la valoren amb una puntuació de 6,5/10.
Manu Yáñez, crític de Fotogramas, considera que Sean Baker, com a sagaç observador de les peculiars subcultures que habiten els seus personatges, condueix el film a un terreny híbrid entre el thriller criminal i la comèdia histèrica, pel·lícula indispensable i fascinant.  Arnau Martín, a Núvol, en destaca el control extraordinari del to de les escenes, un exhaustiu treball de direcció dels actors i un tancament trist i ambivalent que dona un toc original al film. Segons Xavi Serra, en la seva ressenya a l'Ara, el film ens aporta una experiència cinematogràfica intensa i apassionant que confirma el director com el gran cronista del costat fosc del somni americà, dels desposseïts que Baker retrata sense jutjar-los, protegint sempre la seva dignitat com a persones.

### Premis
El jurat, presidit per Greta Gerwig, va atorgar la Palma d'Or del Festival de Canes a Anora, de Sean Baker el maig de 2024.
A la 97a edició dels Premis Oscar, celebrada el 2 de març de 2025, va obtenir cinc estatuetes:
- Millor pel·lícula: Alex Coco, Sean Baker i Samantha Quan
- Millor direcció: Sean Baker
- Millor actriu: Mikey Madison
- Millor guió original: Sean Baker
- Millor muntatge: Sean Baker